# Răzvan-Ionuț Tănase
Răzvan-Ionuț Tănase (n. 7 martie 1979

) este un deputat român, ales în 2012 din partea grupului parlamentar Democrat și Popular.
În timpului mandatului, a făcut parte din următoarele grupuri parlamentare: grupul parlamentar Democrat și Popular (între 19 decembrie 2012 și 17 iunie 2013), deputați neafiliați (între 17 iunie 2013 și 7 octombrie 2013), grupul parlamentar al Partidului Social Democrat (între 7 octombrie 2013 și 19 noiembrie 2014) și deputați neafiliați (din 19 noiembrie 2014).
A fost ales deputat din partea Partidului Poporului-Dan Diaconescu, care s-a destrămat pe parcursul mandatului său. În iunie 2013, a trecut la Uniunea Națională pentru Progresul României (UNPR), pentru ca la sfârșitul lui 2014 să treacă la Partidul România Unită, condus de Bogdan Olteanu. În ianuarie 2016 a demisionat și din acest partid. Răzvan-Ionuț Tănase a fost membru în grupurile parlamentare de prietenie cu Liban și Turcia.